# Piggsburg Pigs
Piggsburg Pigs (Piggsburg Pigs!) è una serie televisiva animata statunitense del 1990, creata da Melissa Silverman.
La serie è stata trasmessa per la prima volta negli Stati Uniti su Fox Kids dal 15 settembre al 15 dicembre 1990, per un totale di 13 episodi ripartiti su una stagione. In Italia è stata trasmessa su Fox Kids dal 2001.

## Episodi
| nº | Titolo originale                | Titolo italiano | Prima TV USA      | Prima TV Italia |
| -- | ------------------------------- | --------------- | ----------------- | --------------- |
| 1  | Mummies from Outer Space        |                 | 15 settembre 1990 |                 |
| 2  | Mystery of the Swamp Mansion    |                 | 22 settembre 1990 |                 |
| 3  | Curse of the Ancient Skull      |                 | 29 settembre 1990 |                 |
| 4  | Pighead's Brain                 |                 | 6 ottobre 1990    |                 |
| 5  | Pigs on the Lam!                |                 | 13 ottobre 1990   |                 |
| 6  | Vampire Dogs from Mars          |                 | 20 ottobre 1990   |                 |
| 7  | Creatures                       |                 | 27 ottobre 1990   |                 |
| 8  | Carnival of Evil                |                 | 3 novembre 1990   |                 |
| 9  | Case of the Troublesome Monster |                 | 10 novembre 1990  |                 |
| 10 | Day of the Creeping Fog         |                 | 17 novembre 1990  |                 |
| 11 | Nightmare Wish                  |                 | 1º dicembre 1990  |                 |
| 12 | Raid on the Forbidden Zone      |                 | 8 dicembre 1990   |                 |
| 13 | A Beast for Rembrandt           |                 | 15 dicembre 1990  |                 |

## Personaggi
- Rembrandt Proudpork.
- Dotty e Prissy.
- Portley Bacon.
- Bo Bacon.
- Puff.
- Huff.